# Elatostema cataractum
Elatostema cataractum är en nässelväxtart som beskrevs av L.D.Duan och Q.Lin. Elatostema cataractum ingår i släktet Elatostema och familjen nässelväxter. Inga underarter finns listade i Catalogue of Life.